# Мамайлы
Мамайлы (азерб. Mamaylı) — село в Габалинском районе Азербайджана.

## География
Село расположено к юго-западу от районного центра Габала. Находится между селами Кюрд и Овджулу.

## Инфраструктура
В селе есть средняя общеобразовательная школа, библиотека.

## Население
Мамайлы Куткашинского магала упоминается в «Кавказском календаре» за 1856 год как «татарское» (азербайджанское) село. 
Язык населения обозначается «татарским» (азербайджанским), религиозная принадлежность - мусульмане-сунниты.
«Кавказский календарь», на 1915 год, фиксирует «татарское» (азербайджанское) село Мамайлы Арешского уезда с населением 184 человека.

## Известные уроженцы
- Закир Ахмедов — советский азербайджанский рисовод, Герой Социалистического Труда.
- Бадам Мурадханова — советский азербайджанский табаковод, Герой Социалистического Труда.
- Беновша Расулова — советский азербайджанский табаковод, Герой Социалистического Труда.